# All Around the World (Justin Bieber)
All Around the World è un singolo del cantante canadese Justin Bieber, pubblicato nel 2013 ed estratto dal suo terzo album in studio Believe. Il brano vede la collaborazione del rapper statunitense Ludacris.

## Tracce
Download digitale
1. All Around the World – 4:04